# Vețca
Vețca (en húngaro: Székelyvécke o coloquialmente Vécke, pronunciación húngara: [ˈseːkɛjveːtskɛ]) es una comuna en el distrito de Mureș, Transilvania, Rumanía. Se compone de tres pueblos: Jacodu (Magyarzsákod), Sălașuri (Székelyszállás) y Vețca.

## Geografía
El municipio está situado en la meseta de Transilvania, a orillas del río Vețca, a una altitud de 379 metros. Se encuentra en la parte sureste del distrito de Mureș, a 35 kilómetros de la capital del condado, Târgu Mureș, en la frontera con el distrito de Harghita . Vețca está atravesada por la carretera comarcal DJ1134, que la une con Fântânele, 10 kilómetros al norte, y con Șoard, 17 kilómetros al sureste.

## Historia
Vețca forma parte de la región del País Székely, en la histórica provincia de Transilvania. Hasta 1918, el pueblo perteneció al condado de Maros-Torda del Reino de Hungría. Tras la guerra húngaro-rumana de 1918-1919 y el Tratado de Trianón de 1920, pasó a formar parte de Rumanía.

## Demografía
La comuna tiene una mayoría húngara absoluta. Según el censo de 2011, tenía una población de 892 habitantes; de ellos, el 84,9% eran húngaros, el 11,0% romaníes y el 1,3% rumanos. En el censo de 2021, Vețca tenía una población de 753 habitantes; de ellos, el 89,24% eran húngaros, el 6,77% romaníes y el 2,12% rumanos.